# Menophra
Menophra är ett släkte av fjärilar. Menophra ingår i familjen mätare.

## Bildgalleri

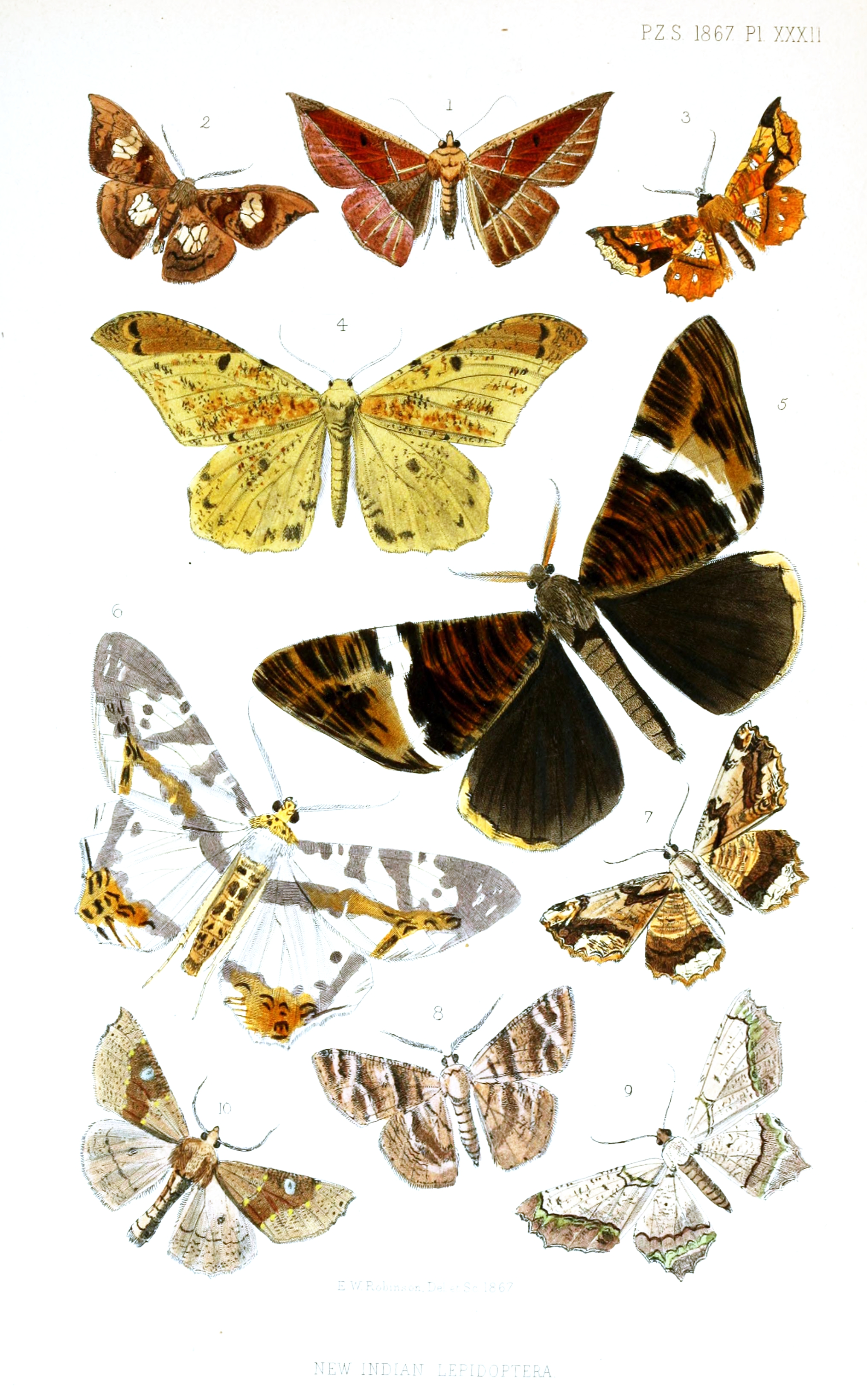
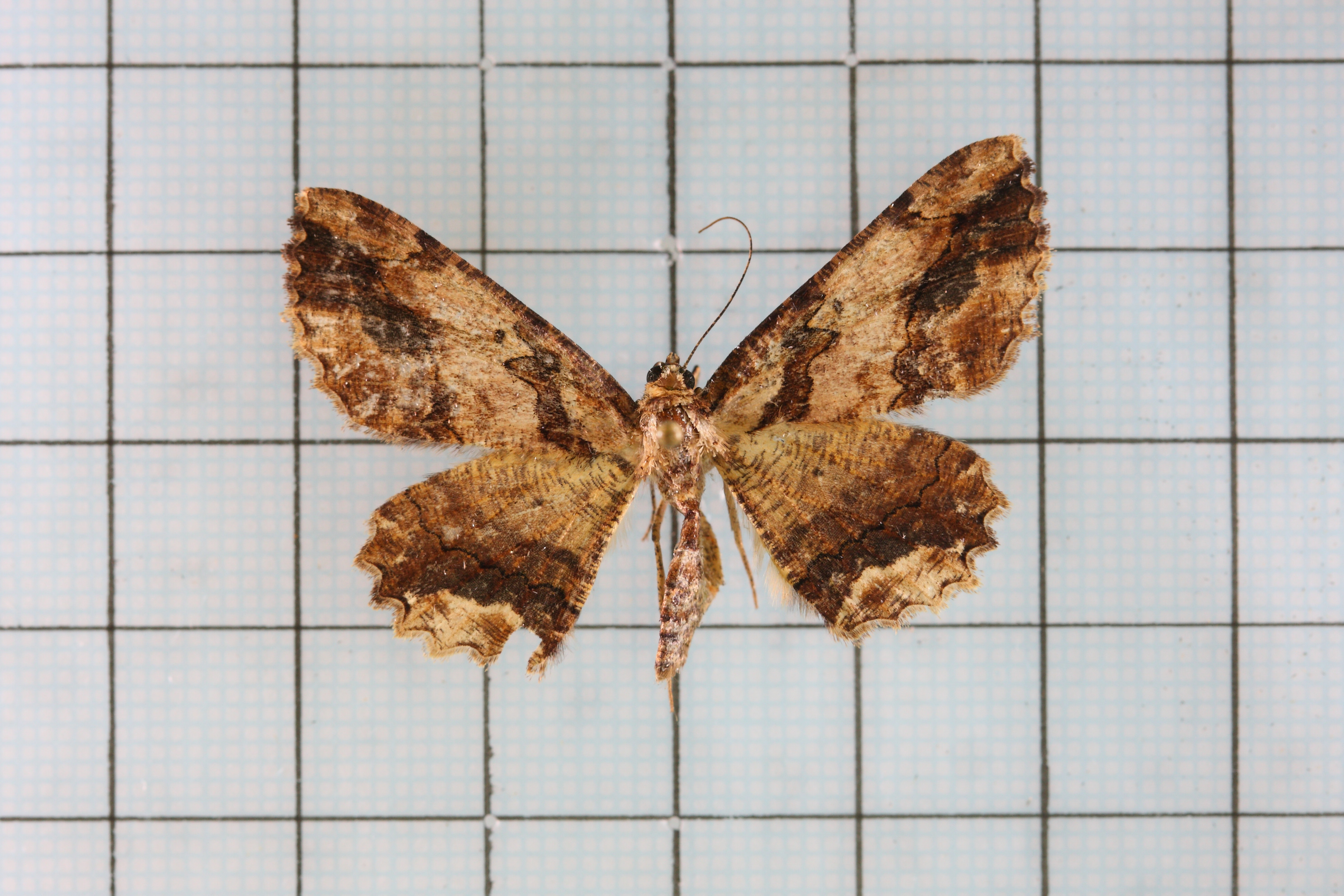

## Dottertaxa tillMenophra, i alfabetisk ordning[1]
- Menophra aborta
- Menophra abruptaria
- Menophra absurda
- Menophra aestivalis
- Menophra altaicola
- Menophra angustipennis
- Menophra arabica
- Menophra barcinonaria
- Menophra berenicidaria
- Menophra bicornuta
- Menophra biotypica
- Menophra brunnata
- Menophra brunneata
- Menophra canariensis
- Menophra capsitanaria
- Menophra celaena
- Menophra chionodes
- Menophra coarctata
- Menophra codra
- Menophra coffearia
- Menophra confluens
- Menophra conjunctaria
- Menophra contemptaria
- Menophra conversaria
- Menophra costistrigata
- Menophra cretacaria
- Menophra cuprearia
- Menophra curta
- Menophra dalmata
- Menophra dannehli
- Menophra decorata
- Menophra denticulata
- Menophra dinicola
- Menophra dioxpages
- Menophra dnophera
- Menophra emaria
- Menophra engys
- Menophra erebaria
- Menophra fidelensis
- Menophra fractaria
- Menophra fuscata
- Menophra grisearia
- Menophra grummi
- Menophra harutai
- Menophra humeraria
- Menophra interrupta
- Menophra japygiaria
- Menophra jobaphes
- Menophra jugorum
- Menophra knightaria
- Menophra lederi
- Menophra leptophema
- Menophra lignata
- Menophra maderae
- Menophra marianae
- Menophra maura
- Menophra melagrapharia
- Menophra mitsundoi
- Menophra murina
- Menophra nakajimai
- Menophra nigrifasciata
- Menophra ninguruana
- Menophra nitidaria
- Menophra nycthemeraria
- Menophra obtusata
- Menophra olginaria
- Menophra orcina
- Menophra owadai
- Menophra oviceps
- Menophra pallescens
- Menophra periphanaria
- Menophra periyangtsea
- Menophra perserrata
- Menophra petrificaria
- Menophra petrificata
- Menophra plagifera
- Menophra postdentaria
- Menophra praestantaria
- Menophra prouti
- Menophra pseudosagarraria
- Menophra punctilinearia
- Menophra regulata
- Menophra retractaria
- Menophra rhizolitharia
- Menophra rotifera
- Menophra sagarraria
- Menophra scalaria
- Menophra senilis
- Menophra serpentinaria
- Menophra serraria
- Menophra serrata
- Menophra serrataria
- Menophra strictaria
- Menophra strigata
- Menophra suberaria
- Menophra subplagiata
- Menophra subterminalis
- Menophra syrdarjana
- Menophra taiwana
- Menophra theobromaria
- Menophra torridaria
- Menophra trilineata
- Menophra trypanaria
- Menophra unicolor
- Menophra uniformis
- Menophra variegata